# Quận IX, Budapest
Quận IX, Budapest là một quận thuộc hạt főváros, Hungary. Quận này có diện tích 12,53 km², dân số năm 2010 là 62708 người, mật độ 5005 người/km².